# Диалетис, Димостенис
Димостенис Диалетис (греч.  Δημοσθένης Διαλέτης, Дервиста Этолия и Акарнания 1869 — Афины 1954) — генерал-лейтенант греческой армии, прославившийся в Малоазийском походе греческой армии.

## Молодость
Димостенис Диалетис родился в селе Дервиста, Этолия и Акарнания в 1869 году.
Дед Димостениса, Василиос Диалетис, был командиром повстанческого отряда в Освободительную войну (1821—1829).
Димостенис Диалетис вступил в греческую армию 23 сентября 1885 года. Воевал в Первой греко-турецкой войне (1897).
Став унтер-офицером, поступил в училище унтер-офицеров, которое окончил младшим лейтенантом пехоты 10 августа 1901 года. Звание старшего лейтенанта получил в 1909 году.
В звании капитана воевал в Балканские войны (1912—1913).
В 1914 году получил звание майора.
Воевал на Македонском фронте Первой мировой войны, где в 1917 году получил звание подполковника. В 1919 году был демобилизован в звании полковника.
В Малоазийском походе командовал 34-м пехотным полком.

## Малоазийский поход
В 1919 году, по мандату Антанты, Греция заняла западное побережье Малой Азии. В дальнейшем Севрский мирный договор 1920 года закрепил контроль региона за Грецией, с перспективой решения его судьбы через 5 лет, на референдуме населения:16.
Завязавшиеся здесь бои с кемалистами приобрели характер войны, которую греческая армия была вынуждена вести уже в одиночку. Из союзников, Италия, с самого начала поддерживала кемалистов, Франция, решая свои задачи, стала также оказывать им поддержку. Греческая армия прочно удерживала свои позиции.
Геополитическая ситуация изменилась коренным образом и стала роковой для греческого населения Малой Азии после парламентских выборов в Греции, в ноябре 1920 года. Под лозунгом «мы вернём наших парней домой» и получив поддержку, значительного в тот период, мусульманского населения, на выборах победила монархистская «Народная партия».
Возвращение в Грецию германофила Константина освободило союзников от обязательств по отношению к Греции.
Не находя дипломатического решения в вопросе с греческим населением Ионии, в совсем иной геополитической обстановке правительство монархистов продолжило войну.
Напрягая свои ограниченные людские ресурсы, Греция мобилизовала ещё 3 призыва в армию.
Полковник Диалетис, будучи монархистом, был отозван в действующую армию.

### Бой «Отряда Диалетиса» в Тумлу Бунар
Греческая армия предприняла «Весеннее наступление» 1921 года, ставшее первой попыткой разбить регулярную армию Кемаля.
III корпус армии (III, VIII, X, XI дивизии), под командованием А. Влахопулоса, располагался на севере плацдарма, в регионе Пруса — Никомидия.
I корпус армии, под командованием генерала А. Кондулиса, в действительности располагал только двумя дивизиями (II, XIII), поскольку её третья дивизия была вынуждена прикрывать южный фланг от враждебных действий из итальянской зоны оккупации.
Первоначальный план наступления, разработанный П. Сарриянисом, предусматривал, что клещи двух армейских корпусов, расположенных на расстоянии 300 км один от другого сойдутся в районе города Кютахья.
Однако начальник штаба, А. Паллис, счёл этот план чрезвычайно простым и внёс свои, имевшие последствия, поправки. Наступления двух корпусов стали не сходящимися, а расходящимися. При этом на XI дивизию были возложены отвлекающие действия, что ослабляло и без того немногочисленные силы наступающих:44.
С турецкой стороны Исмет — паша осознал слабость греческого плана и перебросил все свой резервы на северный фронт.
Ядром турецкой оброны здесь были высоты Ковалица и Авгин (в районе села Инёню).
В ходе 3-х дневных боёв , Северный (III) корпус греческой армии взял Ковалицу, но не сумел взять Авгин и был вынужден отойти на исходные позиции.
После этого успеха Исмет-паша получил фамилию Инёню.
Исмет Инёню решил, что ему предоставилась возможность разгромить немногочисленный I корпус греческой армии (2 дивизии), занявший к тому времени Афьонкарахисар.
Командующий греческим корпусом осознал опасность и настойчиво просил разрешения оставить Афьон-Карахисар и занять ключевую позицию Тумлу-Бунар.
С большим трудом разрешение было получено.
Многократные турецкие силы обрушились на II дивизию генерала П. Каллидопулоса.
Основной удар 3-х турецких дивизий принял 34-й пехотный полк, состоящий в основном из жителей Пирея и Киклад, под командованием полковника Диалетиса.
Более того, под командованием Диалетиса был неполный полк, в силу чего его подразделение получило имя «Отряд Диалетиса».
Отряд Диалетиса в течение 2-х дней героически сдерживал наступление 3-х турецких дивизий.
28 марта/10 апреля был получен приказ всей дивизии, включая отряд Диалетиса, идти в штыковую контартаку.
В тот же день Рефет-паша приказал своим дивизиям вновь атаковать при поддержке артиллерии.
У Диалетиса уже не было сил. Он собрал всех стоящих на ногах, а также конюхов, поваров и санитаров, и, развернув полковое знамя, вместе полковым священником архимандритом Валанидиотисом, повёл их в атаку. В револьвере у Диалетиса не осталось ни одного патрона и он шёл в рукопашную держа в руках дубинку.
Сражение достигло своей кульминации:44.
В критический момент сражения, 5/12 гвардейский полк эвзонов полковника Н. Пластираса, после контратаки, совершил впечатляющий манёвр и вышел в тыл турок, которые в панике обратились в бегство, оставив на поле боя 800 убитых и 200 пленных.
За проявленное в этом сражении мужество, Диалетис получил звание генерал-майора.
Греческая армия одержала тактическую победу в «Весеннем наступлении», но полного разгрома турок не достигла. После этой неудачи премьер-министр Калогеропулос, осознавая свою ответственность, подал в отставку 22 марта/4 апреля 1921 года. Правительство возглавил Гунарис:48.

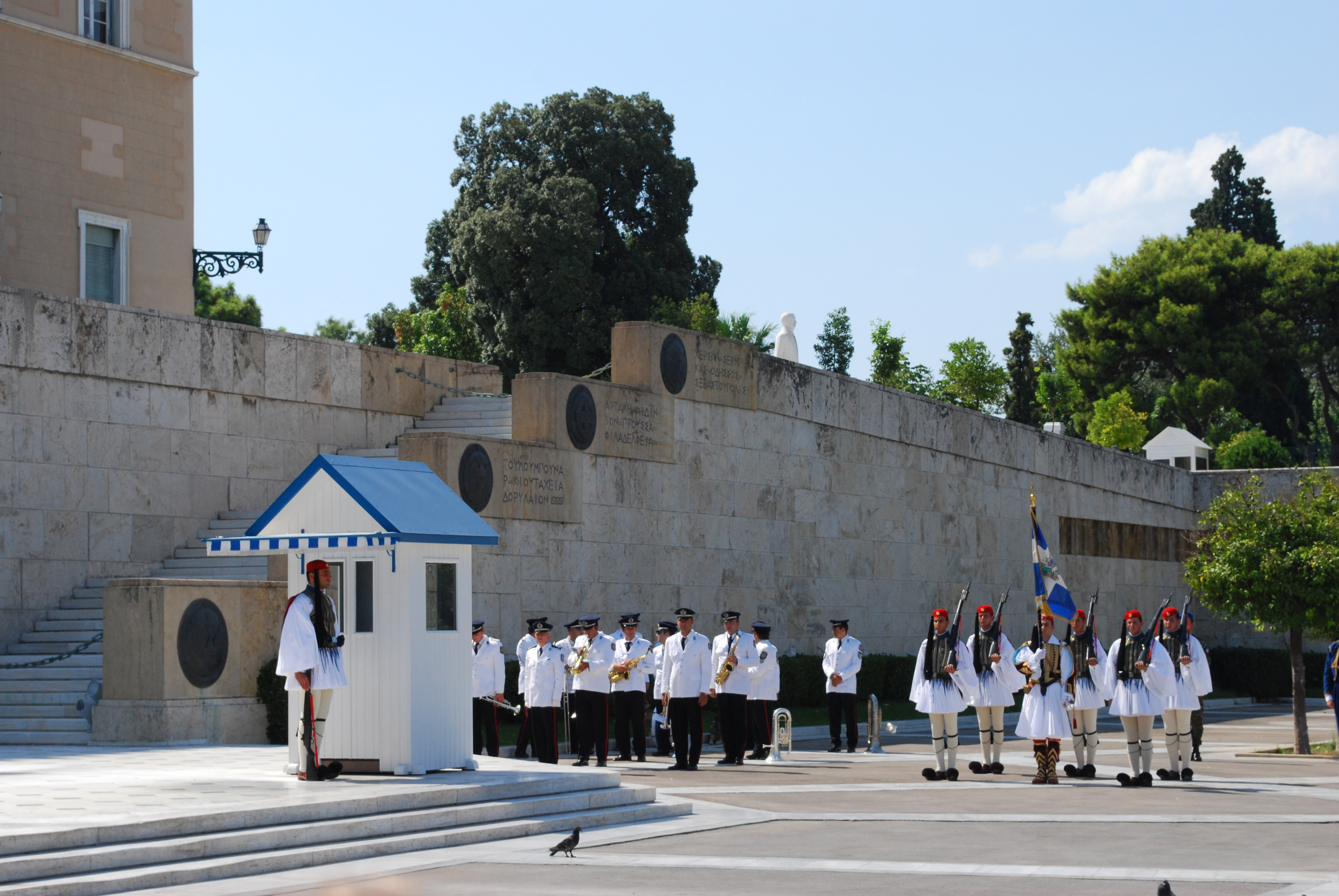
Надпись Тумлу Бунар на третьей снизу плите у Памятника Неизвестному Солдату в Афинах, в честь боя «Отряда Диалетиса».

27 марта каждого года 37-й полк отмечает в своём лагере бой при Тумлу-Бунар возложением венка к памятнику погибшим.
Героический бой «Отряда Диалетиса» при Тумлу-Бунар отмечен на одной из плит, установленных вокруг Памятника Неизвестному Солдату в Афинах.

## Межвоенные годы
Правление монархистов привело к поражению армии и Малоазийской катастрофе. Восстание армии в сентябре 1922 года:386 привело к отставке правительства П. Протопападакиса и отречению короля Константина. Диалетис был демобилизован.
В Межвоенный период Диалетис был отозван в армию, получил звание генерал-лейтенанта (1928) и стал начальником Греческой жандармерии.
Ушёл в отставку по собственному желанию в 1929 году.

## Последние годы
Отставной генерал Диалетис не отмечен участием ни в Греко-итальянской войне (1940—1941), ни в Греческом Сопротивлении в годы тройной, германо-итало-болгарской, оккупации Греции.
Напротив, 74 — летний генерал, под влияним своих друзей из монархистских и антикоммунистических кругов, запятнал свою боевую славу участием в 1943 году, в должности заместителя министра оброны в «предательском правительстве коллаборационистов»:903 И. Раллиса
Генерал-лейтенант Димостенис Диалетис умер в августе 1954 года.
Выпуск 2006 года училища унтер-офицеров получил имя «Класс генерал-лейтенанта Диалетиса».

## Семья
Генерал Диалетис был женат, имел трёх детей — дочь Стеллу, и сыновей, Константина и Иоанниса.
Стелла (род. в 1904 году) умерла в 1935 году, скорее всего от туберкулёза.
Дом Диалетиса находился в старинном афинском районе Плака, по соседству с домом «национального поэта» Греции Костаса Паламаса.
С 1928 по 1935 год поэт посвятил ряд своих стихотворений Стелле Диалети.
Переписка поэта с Стеллой Диалети издана Фондом Костис Паламас.